# Kanton Raspes et Lévezou
Der Kanton Raspes et Lévezou ist ein französischer Wahlkreis im Département Aveyron in der Region Okzitanien. Er umfasst 22 Gemeinden aus dem Arrondissement Millau. Durch die landesweite Neuordnung der französischen Kantone wurde er 2015 neu geschaffen.

## Gemeinden
Der Kanton besteht aus 22 Gemeinden mit insgesamt 10.840 Einwohnern (Stand: 1. Januar 2022) auf einer Gesamtfläche von 809,05 km²:
| Gemeinde                 | Einwohner 1. Januar 2022 | Fläche km² | Dichte Einw./km² | Code INSEE | Postleitzahl |
| ------------------------ | ------------------------ | ---------- | ---------------- | ---------- | ------------ |
| Alrance                  | 333                      | 35,43      | 9                | 12006      | 12430        |
| Arques                   | 165                      | 11,29      | 15               | 12010      | 12290        |
| Ayssènes                 | 221                      | 23,14      | 10               | 12017      | 12430        |
| Broquiès                 | 612                      | 37,99      | 16               | 12037      | 12480        |
| Brousse-le-Château       | 165                      | 15,54      | 11               | 12038      | 12480        |
| Canet-de-Salars          | 450                      | 29,97      | 15               | 12050      | 12290        |
| Curan                    | 302                      | 41,18      | 7                | 12307      | 12410        |
| Le Truel                 | 349                      | 26,48      | 13               | 12284      | 12430        |
| Le Vibal                 | 524                      | 25,92      | 20               | 12297      | 12290        |
| Les Costes-Gozon         | 165                      | 20,33      | 8                | 12078      | 12400        |
| Lestrade-et-Thouels      | 442                      | 42,27      | 10               | 12129      | 12430        |
| Pont-de-Salars           | 1.630                    | 44,90      | 36               | 12185      | 12290        |
| Prades-Salars            | 315                      | 30,55      | 10               | 12188      | 12290        |
| Saint-Laurent-de-Lévézou | 157                      | 23,33      | 7                | 12236      | 12620        |
| Saint-Léons              | 427                      | 32,89      | 13               | 12238      | 12780        |
| Saint-Rome-de-Tarn       | 899                      | 52,06      | 17               | 12244      | 12490        |
| Saint-Victor-et-Melvieu  | 313                      | 17,91      | 17               | 12251      | 12400        |
| Salles-Curan             | 1.030                    | 93,90      | 11               | 12253      | 12410        |
| Ségur                    | 540                      | 67,05      | 8                | 12266      | 12290        |
| Trémouilles              | 473                      | 28,83      | 16               | 12283      | 12290        |
| Vézins-de-Lévézou        | 650                      | 78,96      | 8                | 12294      | 12780        |
| Villefranche-de-Panat    | 678                      | 29,13      | 23               | 12299      | 12430        |
| Kanton Raspes et Lévezou | 10.840                   | 809,05     | 13               | 1215       | –            |

## Politik
| Vertreter im Departementrat | Vertreter im Departementrat      | Vertreter im Departementrat |
| Amtszeit                    | Namen                            | Partei                      |
| --------------------------- | -------------------------------- | --------------------------- |
| 2015–                       | Alain Marc Christel Sigaud-Laury | UMP                         |